# Suzuki RF 600
Suzuki RF 600 je sportovně cestovní motocykl, vyvinutý firmou Suzuki, vyráběný v letech 1993–1998.
Původem je Suzuki RF 600 typický superbike z poloviny devadesátých let 20. století. Jízdní vlastnosti jsou dostatečné a popere se dobře i s nerovnostmi vozovky.
Stroj vyráběný v devadesátých letech patří mezi cestovně-sportovní motocykly. Kultivovaný řadový čtyřválec dosahuje slušného výkonu a brzdy jsou poměrně výkonné. Brzdy jsou poměrně výkonné, podvozek je pevný. Spolujezdec má poměrně dost místa a sedlo je v rámci možností pohodlné.

## Technické parametry
- Rám:
- Suchá hmotnost: 195 kg
- Pohotovostní hmotnost: 218 kg
- Maximální rychlost: 228 km/h
- Spotřeba paliva: 7-11 l/100 km